# Канадская футбольная ассоциация
Канадская футбольная ассоциация (англ. Canadian Soccer Association) — общественная организация, осуществляющая управление футболом в Канаде. Создана в  1912 году, член ФИФА с  1913 года. Под управлением ассоциации находятся мужская и женская национальные сборные по футболу, представляющие Канаду в международных соревнованиях, а также молодёжные и юношеские сборные различных возрастов. Контролирует проведение национальных первенств среди любительских команд всех возрастов, в том числе по женскому футболу.